# Lissochlora discipuncta
Lissochlora discipuncta är en fjärilsart som beskrevs av W. Warren 1900. Lissochlora discipuncta ingår i släktet Lissochlora och familjen mätare. Inga underarter finns listade i Catalogue of Life.